# Heiltz-l'Évêque
Heiltz-l'Évêque è un comune francese di 297 abitanti situato nel dipartimento della Marna nella regione del Grand Est.

## Società

### Evoluzione demografica
Abitanti censiti